# فأر مايوري
فأر مايوري (الاسم العلمي: Mus mayori) (بالإنجليزية: Mayor’s Mouse)‏ هو نوع من الحيوانات يتبع جنس الفأر من الفصيلة الفأرية.